# Christoffel Puytlinck
Christoffel Puytlinck (11 november 1640 te Roermond - aldaar, ca. 1679) was een Nederlands kunstschilder en tekenaar.
Hij werd geboren in Roermond. Puytlinck werd daar gedoopt op 11 november 1640. Hij was de zoon van Theodorus Puytlinck, een goudsmid uit Roermond.
Hij was in 1663 actief in Reims. Daarna werkte hij in Parijs en ten slotte in Rome, waar hij verbleef van 1667 tot 1669. Hier sloot hij zich aan bij de Bentvueghels, een broederschap van voornamelijk Noord- en Zuid-Nederlandse kunstenaars in Rome. Hij kreeg de bijnaam "Trechter" binnen de broederschap. In 1667 was hij getuige in een proces over de dood van een Engelse schilder, die werd neergestoken in de Via del Babuino in Rome. Ondanks zijn verblijf in Rome is er in Italiaanse collecties geen werk van hem teruggevonden.

## Geselecteerde werken

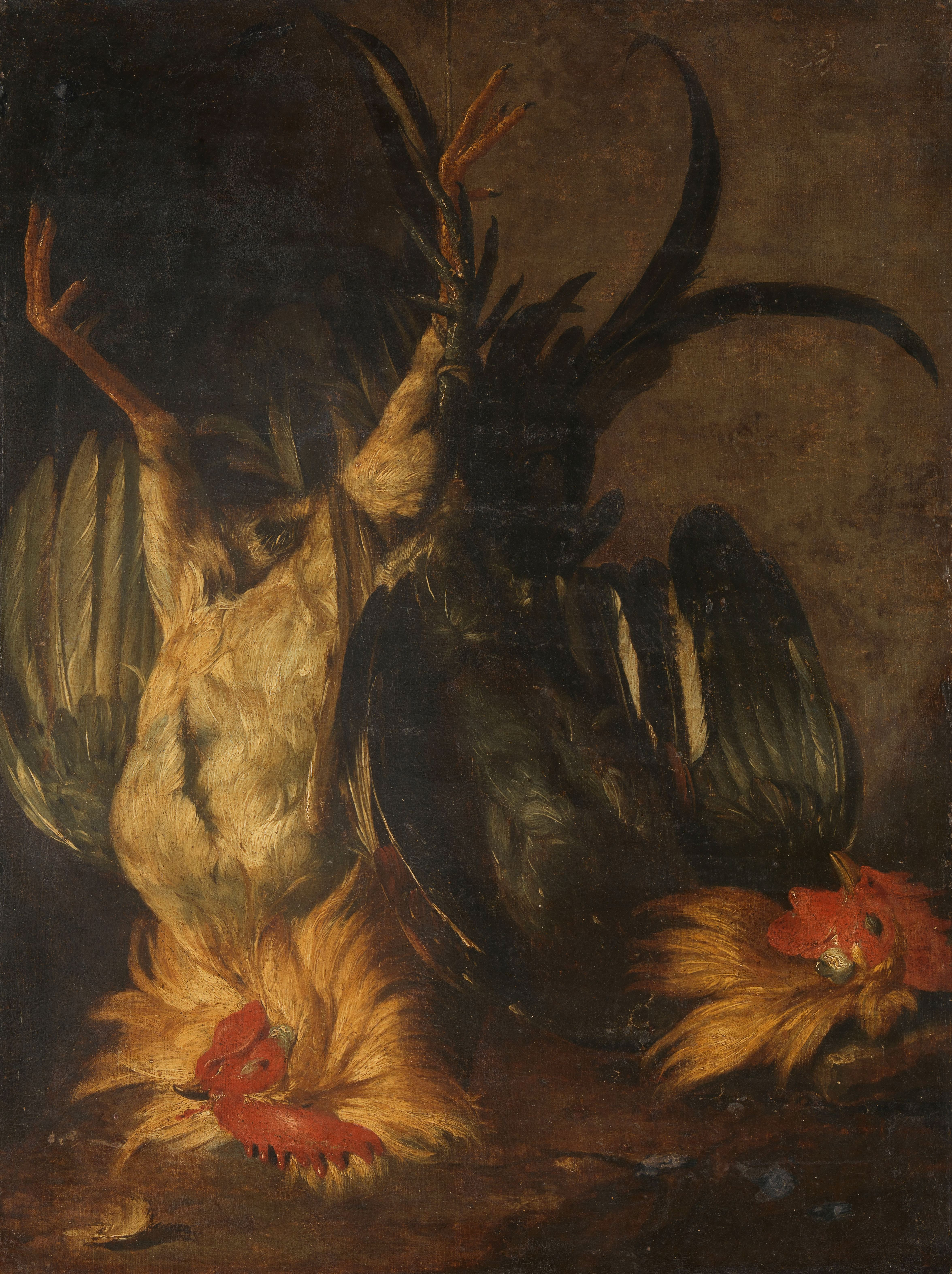
Stilleven met dode hanen die aan hun benen tegen een muur hangen, 1671
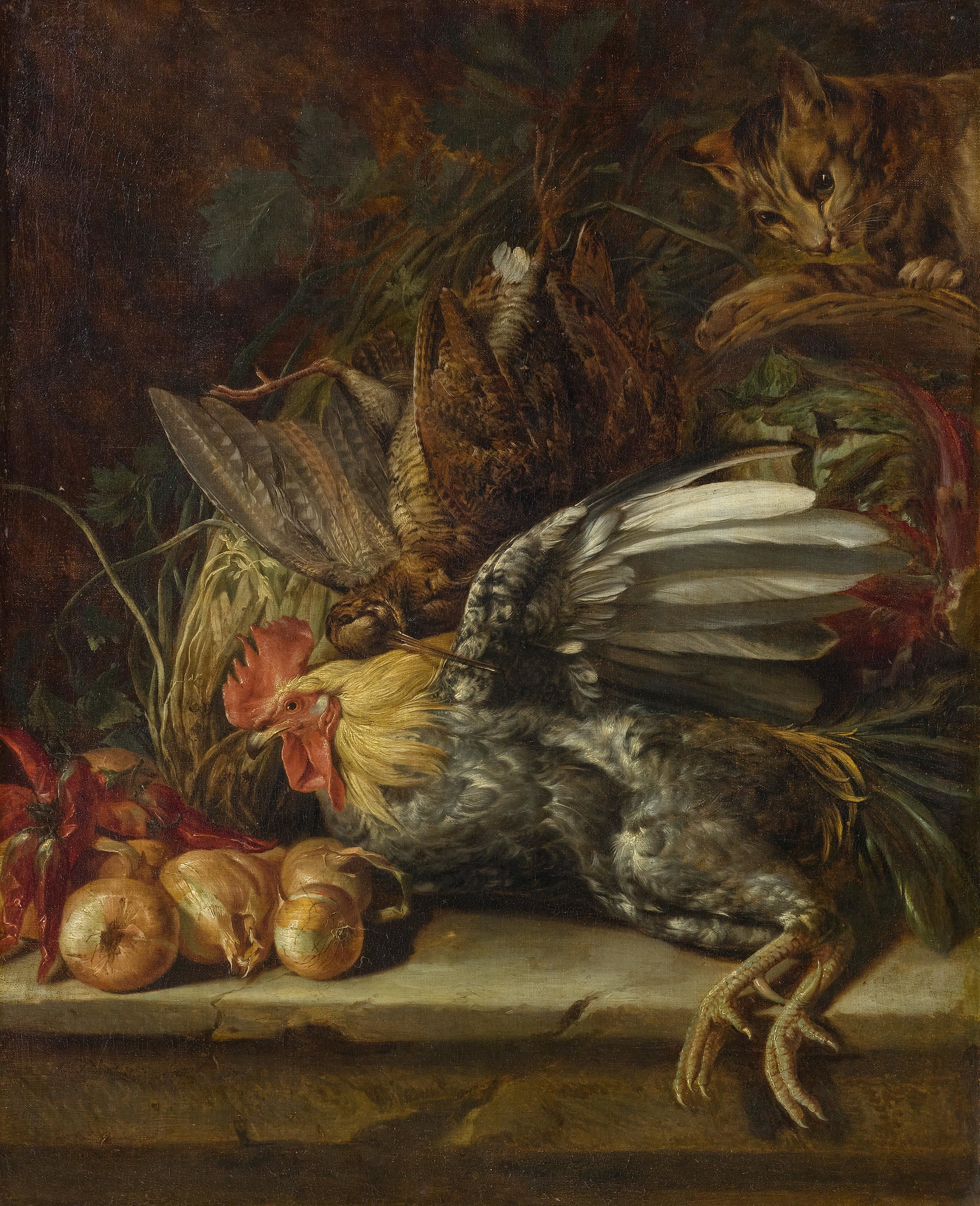
Stilleven met vogels en een kat, 1674
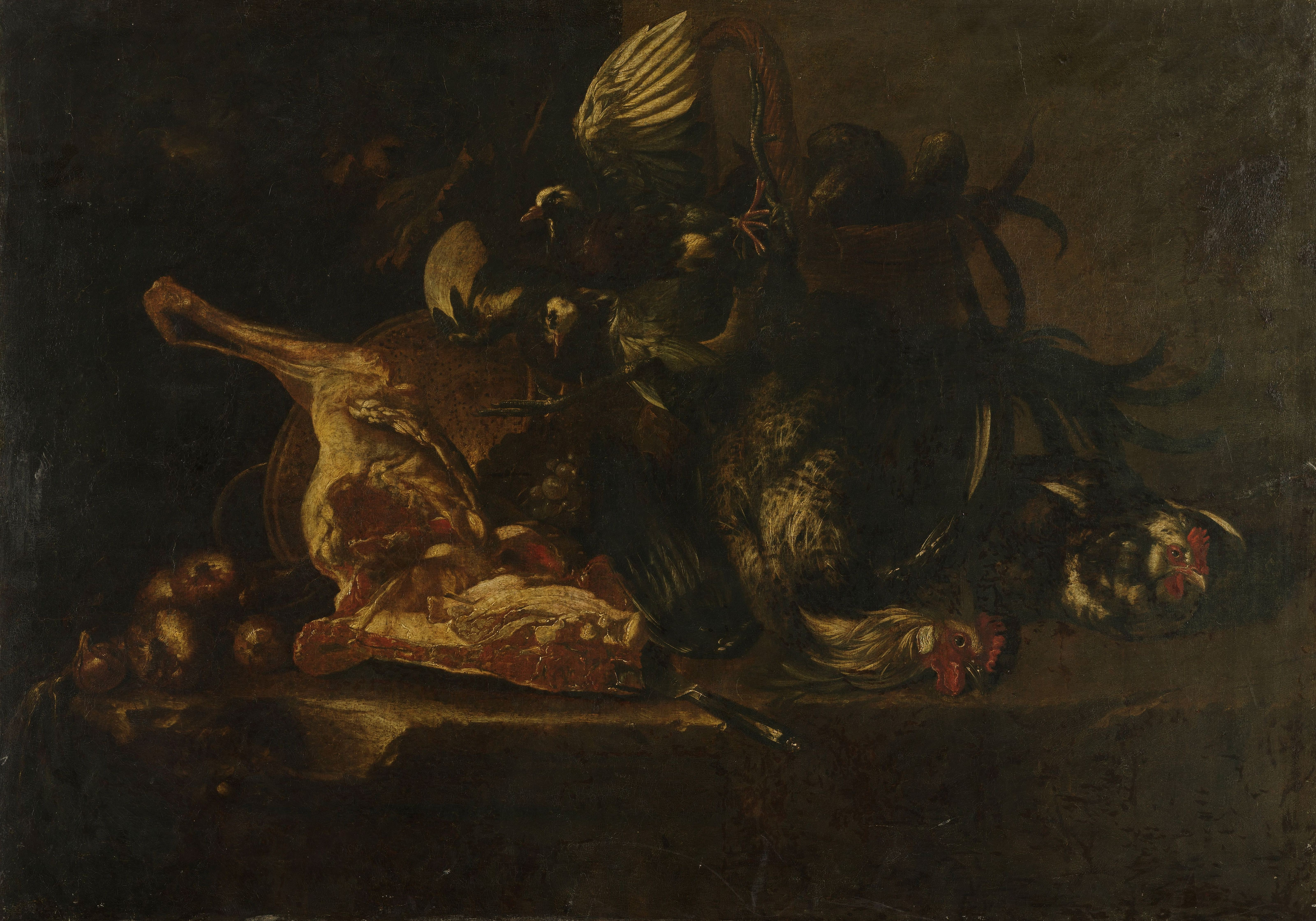
Stilleven met vlees en dode vogels, 1660–1671
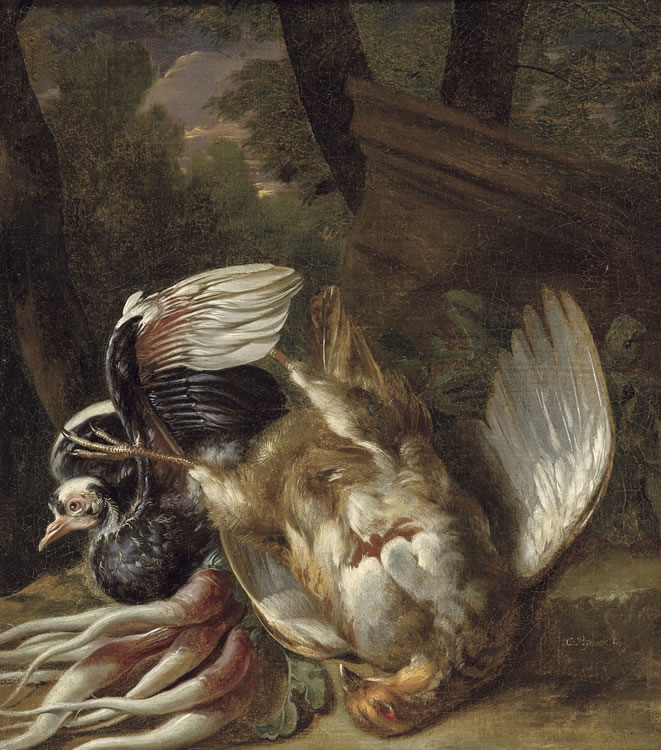
Stilleven van vogels en wortel, 1660-1679